# Campo Largo (Chaco)
Campo Largo est une ville de la province du Chaco, en Argentine, et le chef-lieu du département d'Independencia. Elle est située à 197 km à l'ouest-nord-ouest de Resistencia. Sa population s'élevait à 10 743 habitants en 2001.